# Izoantygen
Izoantygen (antygen izogeniczny) – antygen pochodzący z innego organizmu o takim samym genomie, np. od bliźniaka w przypadku bliźniąt monozygotycznych. Ze względu na fakt, że takie antygeny są identyczne z autoantygenami danego osobnika, po podaniu izoantygenu nie dochodzi do reakcji odpornościowej na niego. Ma to praktyczne znaczenie w przypadku przeszczepów, gdyż jeśli dawcą jest bliźniak, nie dochodzi do odrzucenia przyjętego organu.